# Trompbrug
De Trompbrug is een brug in de stad Groningen, gelegen in de Diepenring over het Verbindingskanaal. De brug verbindt het centrum met de Oosterpoortwijk.
De brug wordt ook wel Kleinbruggetje (Gronings: Klainbrugje) genoemd. De bijnamen Kippenbrugje  en Kattenbrugje, verwijzend naar de geringe breedte, worden minder gebezigd. De laatste naam zal vrijwel zeker verdwijnen, omdat in 2021/22 aan het einde van het Gedempte Kattendiep een brug met de naam Kattenbrug is gebouwd. De brug staat sinds 2014 ook bekend als de "liefdesbrug van Groningen", Stelletjes hangen er slotjes aan als bezegeling van hun liefde.

## Beschrijving
Over het in 1879 gegraven Verbindingskanaal ligt een aantal bruggen voor het verkeer, waaronder de Herebrug en de Emmabrug. De Trompbrug is een welijzeren draaibrug met tuiwerk, die over het kanaal werd aangelegd voor voetgangers. Het ontwerp van de 'loopbrug over het verbindingskanaal
van het Winschoter met het Hoornsche Diep' stamt uit 1877. De brug is 34 meter lang en 2,80 meter breed en wordt tegenwoordig gebruikt door voetgangers en fietsers. Aan de zuidzijde is een vast gedeelte, het gedeelte aan de noordzijde is draaibaar. Ter hoogte van de ronde bakstenen draaipijler zijn aan weerszijden koningstijlen geplaatst die tuistaven dragen. De staven ondersteunen de ijzeren balken waarop het brugdek rust. Aan beide zijden van de brug zijn gemetselde landhoofden aangebracht, afgedekt met hardsteen. 
De brug werd in 1995 in het Monumentenregister opgenomen als rijksmonument, omdat het wordt beschouwd als fraai en zuiver geconstrueerd voorbeeld van een draaibrug met tuiwerk, een brugtype dat, in ijzer uitgevoerd, vooral in de noordelijke provincies tussen 1860 en 1914 veel toepassing vond. Als vroeg en gaaf bewaard gebleven voorbeeld van dit brugtype is de Trompbrug van algemeen belang alsmede vanwege zijn betekenis voor de geschiedenis van de bruggenbouw en vanwege zijn betekenis voor de infrastructuur van de stad Groningen. In 1996 werd de brug grondig gerestaureerd.

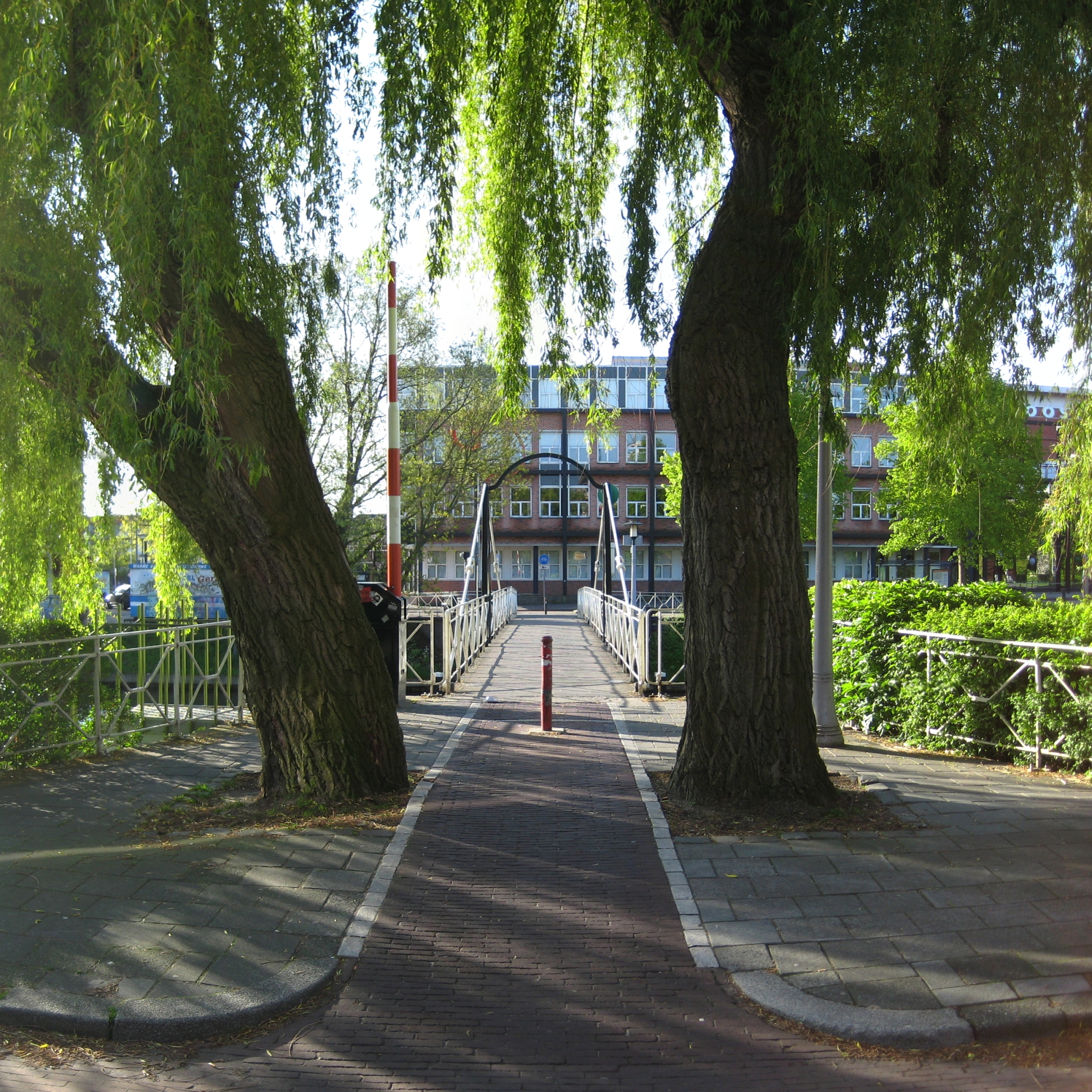
Trompbrug richting Oosterpoortwijk